# 川田知子
川田 知子（かわだ ともこ、1968年6月29日 - ）は、東京生まれのヴァイオリニストである。

## 経歴

### 生い立ち
4歳からヴァイオリンを始めた。1983年、練馬区立三原中学校3年生の時、第37回全日本学生音楽コンクール東京大会で奨励賞を受賞。1985年、東京芸術大学付属高校に進み、田中千香士に師事、1988年、東京芸術大学に入学。1989年、第36回パガニーニ国際コンクールに5位入賞。在学中、アスペン音楽祭（1989年）、東京室内ソロイスツのメンバーとしてアンカレッジ音楽祭（1990年）、キジアーナ音楽院室内楽サマーコースに参加した。1991年、東京芸術大学を首席で卒業。それまでコンクールでの優勝歴はなかったが、同年の第5回ルードヴィヒ・シュポア国際ヴァイオリン・コンクールで優勝した。大学在学中から、原田幸一郎、堀正文に師事する。

### その後の活動
1992年1月、NHK交響楽団「若い芽のコンサート」で同楽団と共演してデビューし、5月にはバルセロナ市立管弦楽団日本公演で共演する。また、同年、サントリーホール（小ホール）でリサイタルデビューも果たす。1993年にデビューCDをリリースした。1994年、サンクトペテルブルク・フィルハーモニー交響楽団と共演し、1999年、同楽団の定期演奏会に招かれて演奏した。2006年から2009年まで、神戸国際芸術祭に4年連続出演。国内では、Kitaraホールカルテット、イシハラ・リリック・アンサンブル、ジャパン・チェンバー・オーケストラ、鎌倉芸術館ゾリステンのメンバーとして活動する。

## 近況
2001年、森本レオと「言の葉コンサート」で共演し、イザイやバッハの無伴奏ヴァイオリン作品の演奏にのせて森本が太宰治の作品を朗読するというスタイルの演奏会を行った。2002年、デビュー10周年を迎え、イザイの無伴奏ヴァイオリン・ソナタ全曲演奏会を行った。これらの活動により、2003年、第33回エクソンモービル音楽賞洋楽部門奨励賞を受賞した。同年には、約10年ぶりとなるCDをリリースした。

## レコーディング
- J. S. バッハ無伴奏ヴァイオリン・ソナタ&パルティータ全曲　(マイスター・ミュージック)
- カルメン幻想曲（1993年3月、ソニークラシカル、ピアノ：藤井一興）

サラサーテ：カルメン幻想曲
ヴィエニャフスキ：華麗なるポロネーズ第1番
フォーレ：ロマンス
ヴュータン：6つのサロン風小品より夢
サン＝サーンス：序奏とロンド・カプリチオーソ
ラヴェル：ツィガーヌ
- オペラ座のヴァイオリン弾き（2003年、トライエム、ピアノ：永野英樹）

ガーシュイン：歌劇「ポーギーとベス」
サマータイム／女は気まぐれ
うちの人は逝ってしまった
ベスよ、お前はおれのものさ
そんなことはどうでもいいさ
ブルースのテンポで
リムスキー＝コルサコフ：歌劇「サトコ」よりインドの歌
リヒャルト・シュトラウス：歌劇「ばらの騎士」よりワルツ
ホイベルガー：歌劇「オペラ座舞踏会」よりミッドナイトベル
ロッシーニ：歌劇「セヴィリアの理髪師」より
ロジーナのアリア
フィガロ
グルック：歌劇「オルフェオとエウリディーチェ」よりメロディー
ワックスマン：カルメン幻想曲